# 폴린 슈비에
폴린 슈비에(Pauline Cheviller)는 프랑스의 배우이다.